# Blue Coats du Delaware
Les Blue Coats du Delaware (en anglais : Delaware Blue Coats), sont une équipe de la NBA Gatorade League, ligue américaine mineure de basket-ball créée et dirigée par la NBA. L'équipe est affiliée aux 76ers de Philadelphie et domiciliée à Wilmington, dans l'État du Delaware.
L'équipe est fondée en 2007 sous le nom de Flash de l'Utah, sous la gouverne du Jazz de l'Utah. En avril 2013, les 76ers acquièrent l'équipe et la délocalise dans le Delaware, où elle est renommée 87ers du Delaware jusqu'en 2018.
Les 87ers déménagent au 76ers Fieldhouse à Wilmington, à partir de la saison 2018-2019 et sont renommés Blue Coats du Delaware.

## Historique

### Flash de l'Utah
En 2004, l’entrepreneur Brandt Andersen apprend que la NBA élargissait ses opérations pour inclure une ligue de développement. L'équipe est alors créée en 2017 à Orem, dans l'Utah, sous le nom du Flash de l'Utah. Le Flash jouait ses matchs à domicile dans l'UCCU Center. L'équipe est associée au Jazz de l'Utah et aux Hawks d'Atlanta.
L'équipe avait organisé un concours, « Name the Team », pour trouver un nom. Les propositions étaient : le Dash, le Flash, les Dynos, et les Heroes. Le nom gagnant de Flash fut annoncé le 17 avril. Le 24 mai 2007, il est annoncé que Brad Jones serait l'entraîneur de l'équipe.
Au cours de la première saison du Flash, le 21 décembre 2007, Morris Almond égale le record du nombre de points dans un match avec 51 points contre les Toros d'Austin. Plus tard dans cette saison, Almond bat son propre record avec 53 points contre le Jam de Bakersfield. Il mène la ligue en marquant en moyenne 25,6 points par match.
Brad Jones prend sa retraite comme entraîneur principal du Flash de l’Utah, le 7 septembre 2010 et Kevin Young est nommé comme remplaçant.
Le Flash cesse ses activités en 2011 pusiqu’Andersen est contraint de vendre ses intérêts dans l'équipe. Malgré des ventes de billets élevées, le Flash connaît de fréquentes difficultés financières, attirant plus de 100 000 spectateurs et une moyenne de 4 237 par match.

### 87ers du Delaware
L'équipe est rachetée par les 76ers de Philadelphie et devient en 2013 les 87ers du Delaware, après deux années de pause. Les 87ers, nommés ainsi en référence à la date de ratification de la Constitution des États-Unis par le Delaware en 1787, le premier État à le faire, commencera à jouer lors de la saison 2013-2014. En septembre 2013, Brandon Williams est nommé manager général de l’équipe. Rod Baker est nommé entraîneur principal de l’équipe pour sa première saison au Delaware. L'équipe termine sa première saison avec un bilan de 12-38.
Les 87ers améliorent leur secteur offensif les saisons suivante, avec quatre joueurs différents qui ont marqué au moins 45 points dans un match durant la saison 2015-2016, un record en D-League. Sean Kilpatrick et Christian Wood en inscrivent 45 points, Jordan McRae établit le record sur un match avec 61 points et Russ Smith le bat avec une performance de 65 points. McRae et Kilpatrick sont même sélectionnés pour le All-Star Game et tous deux ont reçu des appels de la NBA avec Wood.

### Blue Coats du Delaware
En 2018, l'équipe change de nom pour devenir les Blue Coats du Delaware. La franchise est baptisée en l'honneur du premier régiment du Delaware, et leur uniforme bleu porté lors de la révolution américaine. Le logo représente Caesar Rodney, lequel en 1776 avait chevauché de Dover à Philadelphie, près de 130 km, afin de pouvoir voter la déclaration d'indépendance. Le 20 septembre 2018, Elton Brand est nommé manager général.
Après une première saison de découverte, les Blue Coats veulent progresser, et jouent pour cela sur la stabilité de l’encadrement. À l’échelle de la G-League, ils parviennent aussi à cet objectif sur le terrain, avec « seulement » 17 joueurs utilisés. Cela se ressent du coup sur le terrain, avec un bilan positif en fin d’exercice. Ils se basent pour cela sur une attaque performante, avec par exemple 152 points inscrits lors d’une victoire à Long Island le 15 novembre. L’autre côté du terrain n’est pas non plus délaissé, sous la houlette de Christ Koumadje, qui enregistre un triple-double le 4 janvier, incluant 10 contres, nouveau record de la franchise. Ce même Koumadje est d’ailleurs nommé meilleur défenseur de la ligue à l’issue d’un exercice écourté en raison de l’épidémie de Covid-19.
En octobre 2021, Prosper Karangwa est nommé general manager (GM) des Blue Coats. Les Blue Coats, entraînés par Coby Karl, remportent le championnat de la G-League en 2023. En novembre 2023, Karangwa est promu dans l'encadrement des 76ers et remplacé au poste de GM des Blue Coats par Jameer Nelson.

### Logos

Logo du Flash de l'Utah
Logo des 87ers du Delaware
Logo des 87ers du Delaware
Logo des Blue Coats du Delaware (2018-2020)
Logo des Blue Coats du Delaware depuis 2021

## Résultats sportifs

### Palmarès
| Palmarès des Blue Coats du Delaware                                                                       |
| - NBA Gatorade League : - 12 saisons disputées - 4 participations en playoffs - Finaliste : 2009 et 2021. |

### Saison par saison
| Flash de l'Utah           |                           |                           |     |     |      |                         |
| 2007-2008                 | Ouest                     | 3e                        | 24  | 26  | 48,0 |                         |
| 2008-2009                 | Ouest                     | 1er                       | 32  | 18  | 64,0 | Finaliste               |
| 2009-2010                 | Ouest                     | 4e                        | 28  | 22  | 56,0 | Éliminé au premier tour |
| 2010-2011                 | Ouest                     | 5e                        | 28  | 22  | 56,0 | Éliminé au premier tour |
| 87ers du Delaware         |                           |                           |     |     |      |                         |
| 2013-2014                 | Est                       | 6e                        | 12  | 38  | 24,0 |                         |
| 2014-2015                 | Atlantique                | 4e                        | 20  | 30  | 40,0 |                         |
| 2015-2016                 | Atlantique                | 4e                        | 21  | 29  | 42,0 |                         |
| 2016-2017                 | Atlantique                | 2e                        | 26  | 24  | 52,0 |                         |
| 2017-2018                 | Sud-Est                   | 4e                        | 16  | 34  | 32,0 |                         |
| Blue Coats du Delaware    |                           |                           |     |     |      |                         |
| 2018-2019                 | Atlantique                | 4e                        | 21  | 29  | 42,0 |                         |
| 2019-2020                 | Atlantique                | 2e                        | 22  | 21  | 51,2 | Saison interrompue      |
| Bilan en saison régulière | Bilan en saison régulière | Bilan en saison régulière | 250 | 293 | 46,0 |                         |
| Bilan en playoffs         | Bilan en playoffs         | Bilan en playoffs         | 4   | 6   | 40,0 |                         |

## Personnalités et joueurs du club

### Entraîneurs successifs
Le tableau suivant présente la liste des entraîneurs du club depuis 2007.
| # | Entraîneur            | Période   | Saison régulière | Saison régulière | Saison régulière | Saison régulière | Playoffs | Playoffs | Playoffs | Playoffs | Récompenses |
| # | Entraîneur            | Période   | M                | V                | D                | %                | M        | V        | D        | %        | Récompenses |
| - | --------------------- | --------- | ---------------- | ---------------- | ---------------- | ---------------- | -------- | -------- | -------- | -------- | ----------- |
| 1 | Brad Jones (en)       | 2007-2010 | 110              | 84               | 66               | 56,0             | 6        | 3        | 3        | 50,0     |             |
| 2 | Kevin Young (en)      | 2010-2011 | 50               | 28               | 22               | 56,0             | 3        | 1        | 2        | 33,3     |             |
| 3 | Rod Baker (en)        | 2013-2014 | 50               | 12               | 38               | 24,0             | —        | —        | —        | —        |             |
| 4 | Kevin Young (en)      | 2014-2017 | 150              | 67               | 83               | 44,7             | 8        | 4        | 4        | 50,0     |             |
| 5 | Eugene Burroughs (en) | 2017-2018 | 50               | 16               | 34               | 32,0             | —        | —        | —        | —        |             |
| 6 | Connor Johnson (en)   | 2018-     | 93               | 43               | 50               | 46,2             | —        | —        | —        | —        |             |